# Golfský proud

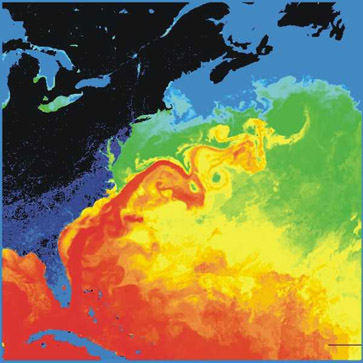
Golfský proud je zviditelněn červenou a oranžovou barvou, které naznačují vyšší teplotu než okolní povrch oceánu, který je znázorněn zeleně a modře.

Golfský proud a jeho severní větve – Irmingerův, Norský a Severoatlantický proud – je silný, teplý a poměrně rychlý mořský proud Atlantského oceánu. Vzniká v Mexickém zálivu, díky čemuž má i své jméno (gulf = anglicky záliv). Pokračuje Floridským průlivem, sleduje pobřeží Severní Ameriky k  a u ostrova Hatteras Island v Severní Karolíně se odchyluje od pevniny a přechází přes Atlantský oceán. Přibližně na 40° s. š. a 30° z. d. se rozděluje na dvě větve: severozápadní proud míří k severní Evropě a jihozápadní se obrací k západnímu pobřeží Afriky.
Golfský proud je zhruba 100 kilometrů široký a 800 až 1200 metrů hluboký. Rychlost proudění je nejvyšší u povrchu, přičemž maximální rychlost je obvykle asi 2,5 metru za sekundu (9 km/h).

## Klimatické vlivy
Golfský proud ovlivňuje podnebí východního pobřeží Severní Ameriky od Floridy po Newfoundland a západního pobřeží Evropy. Severní větev Golfského proudu, nazývaná Severoatlantický proud, zmírňuje v západní Evropě zimy, zejména na severu. Ty jsou tak teplejší než na jiných místech Země se stejnou zeměpisnou šířkou. Například v lednu činí rozdíl průměrných teplot mezi pobřežím Norska a severními částmi Kanady přibližně 30 °C.

## Oscilace a termohalinní cirkulace
Na Golfský proud má vliv stav atmosféry a proudění v ní. Tato tzv. severoatlantická oscilace mění rychlost proudu a je s ním v přímé i nepřímé interakci. Golfský proud je také součástí termohalinní cirkulace probíhající v oceánském bazénu. S Golfským proudem je tak synchronizován proud Kurošio.

## Obavy z kolapsu
Na začátku 21. století varovaly některé studie před jeho možným kolapsem, neboť měl začít zpomalovat. Jiné studie ovšem tato tvrzení vyvracely.

## Galerie

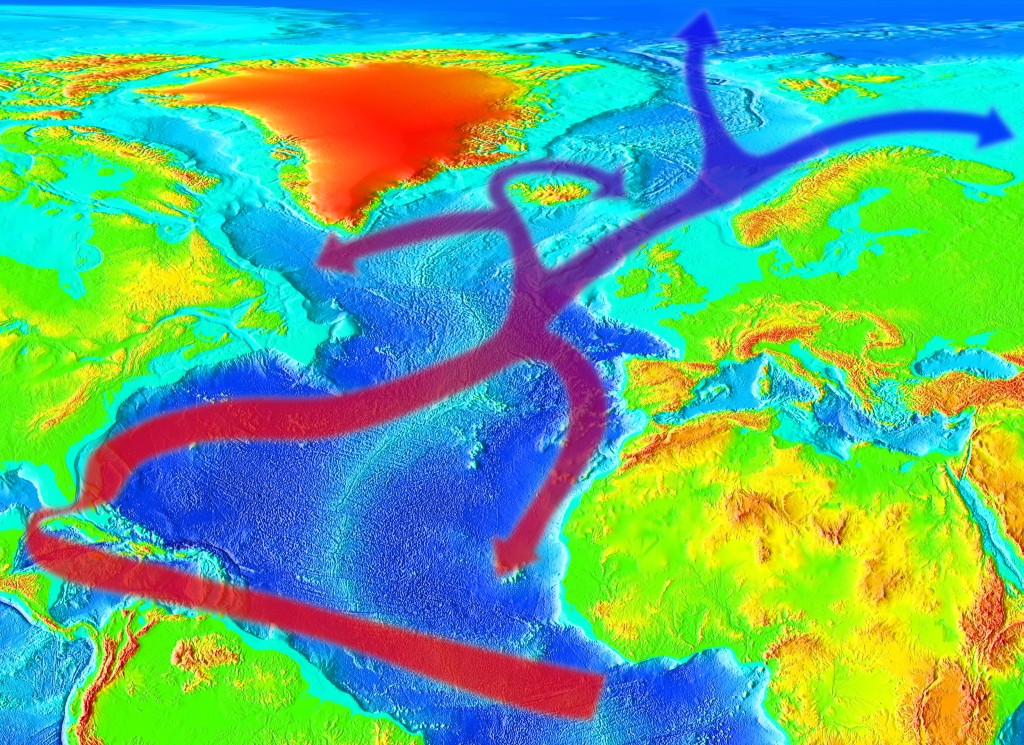
Znázornění větvení Golfského proudu
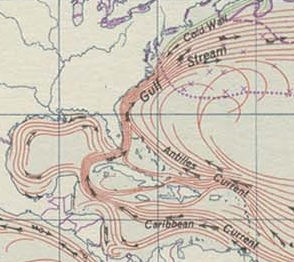
Golfský proud při pobřeží Severní Ameriky
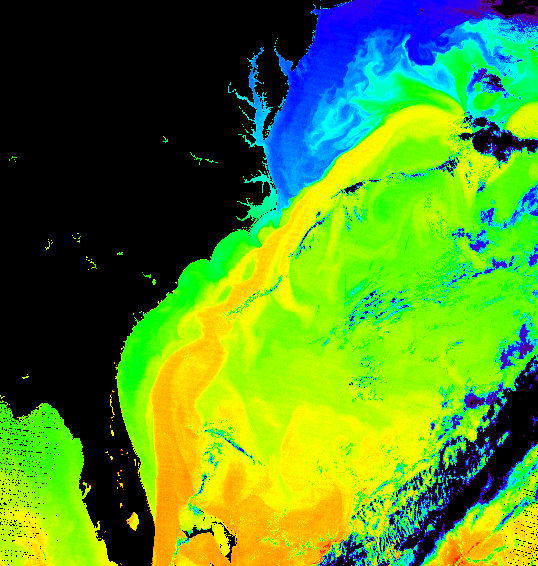
Vizualizace Golfského proudu podle rozdílu teplot vody